# Дуань (фамилия)
Дуа́нь (кит. 段) — китайская фамилия (клан). Современный перевод иероглифа 段 — «отрезок», «отрывок», «часть».

## Известные Дуань
- Дуань Е (кит. трад. 段業, упр. 段业, пиньинь Duàn Yè; ?—401) — основатель государства Северная Лян.
- Дуань Инъин (кит. упр. 段莹莹, пиньинь Duàn Yíngyíng; родилась 3 июля 1989 года в Тяньцзине, Китай) — китайская теннисистка.
- Дуань Ифу (кит. трад. 段義孚, упр. 段义孚, пиньинь Duàn Yìfú; родился 5 декабря 1930 года) — американский географ китайского происхождения.
- Дуань Суй (кит. трад. 段隨, упр. 段随, пиньинь Duàn Suí; ?—386) — сяньбиец, единственный правитель государства Западная Янь, не принадлежавший к клану Мужун.
- Дуань Цижуй (кит. 段祺瑞, пиньинь Duàn Qìruì; 1865, Хэфэй, пров. Аньхой — 1936, Шанхай) — китайский военачальник и политический деятель, глава Аньхойской клики.
- Дуань Чэнши (кит. 段成式, пиньинь Duàn Chéngshì; 800 или 803—863) — китайский поэт и писатель времён династии Тан.
- Дуань Юнпин (кит. 段永平, пиньинь Duàn Yǒngpíng) — основатель корпораций Subor (кит. 小霸王, пиньинь Xiǎobàwáng) и BBK Electronics Corp. LTD.(кит. 步步高, пиньинь Bùbùgāo).